# Johann Köler
Johann Köler, född 8 mars 1826 i Vastemõisa i guvernementet Livland, död 22 april 1899 i Sankt Petersburg, var en estnisk konstnär. 
Köler var den ledande konstnären i det estniska nationella rörelsen och anses vara den första professionella målaren i den framväxande nationen. Han målade framför allt porträtt och landskap. Han studerade vid Ryska konstakademien i Sankt Petersburg 1848–1855. Under åren 1857–1861 reste Köler i Tyskland, Nederländerna, Belgien, Frankrike och Italien. Efter sin hemkomst till Sankt Petersburg anställdes han vid det ryska hovet som teckningslärare åt tsarens dotter Maria Alexandrovna av Ryssland. Han korresponderade med framåttänkande estniska intellektuella och deltog i den nationalistiska rörelsen.
Köler är bland annat representerad vid Estlands konstmuseum. Han målade altartavlan i Näsums kyrka i Bromölla kommun. 

## Galleri

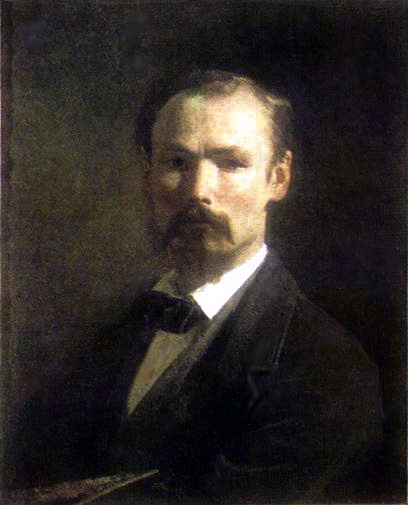
Självporträtt (1859).
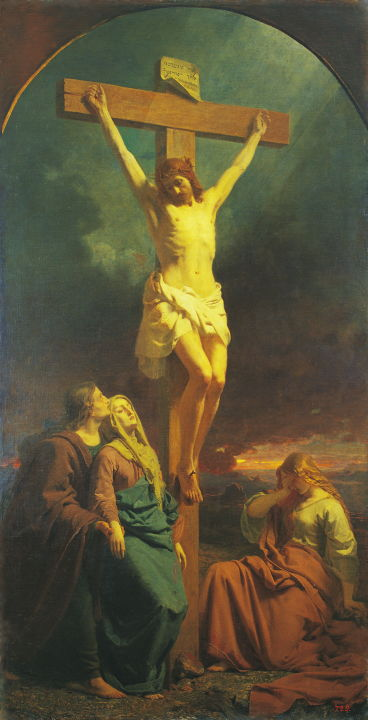
Kristus på korset (1857-1859).
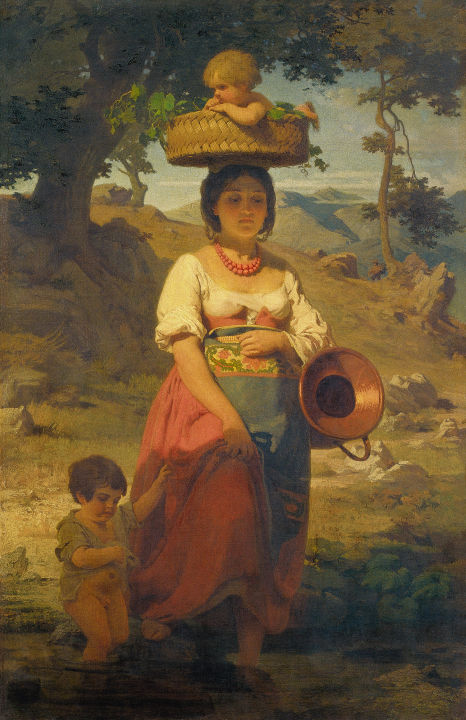
Italiensk kvinna med barn (1862).
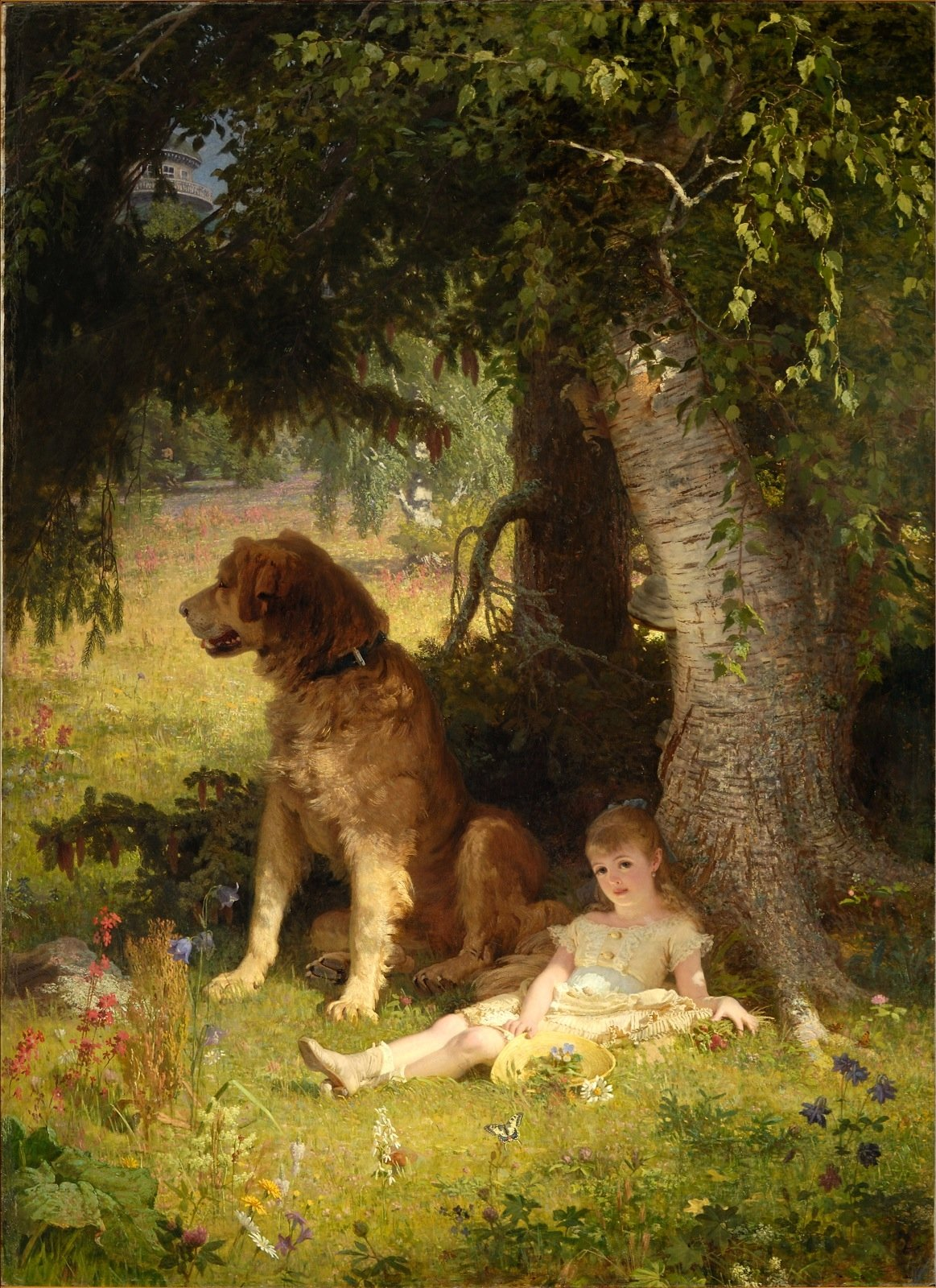
Trogen väktare (1878).
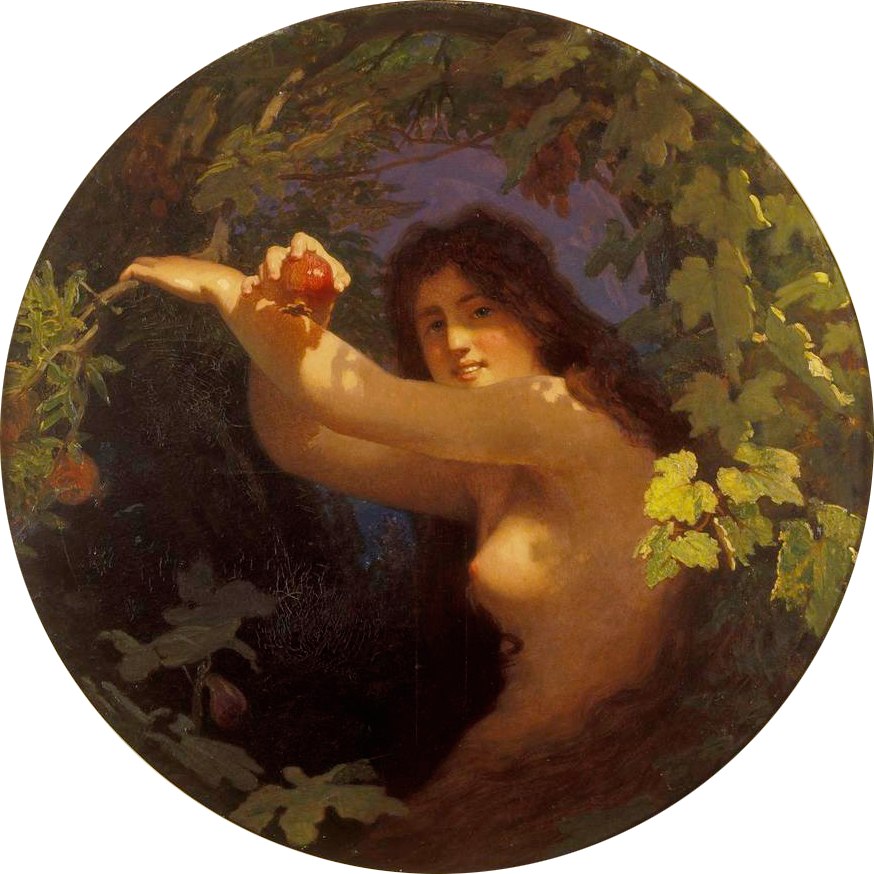
Eva med granatäpple (1879-1880).
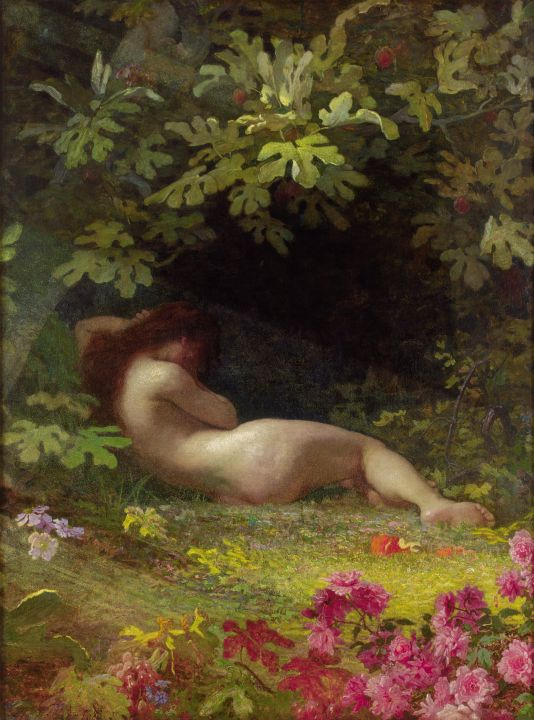
Eva efter synden (1883).
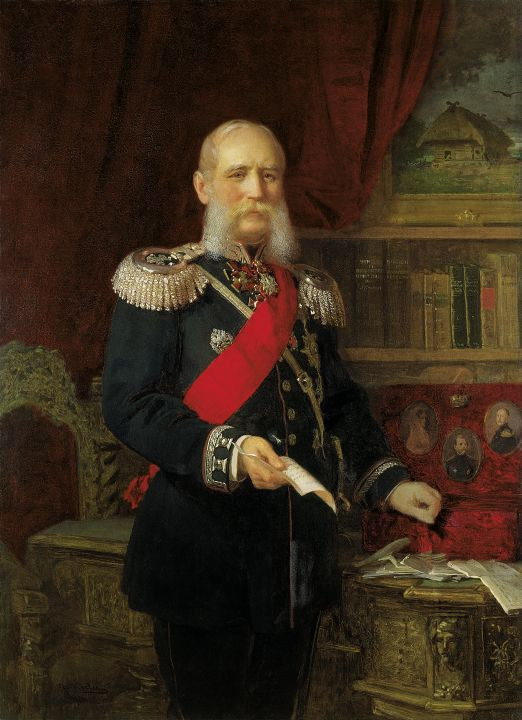
Porträtt av Dr. Philipp Karell, tsarens läkare (1886).
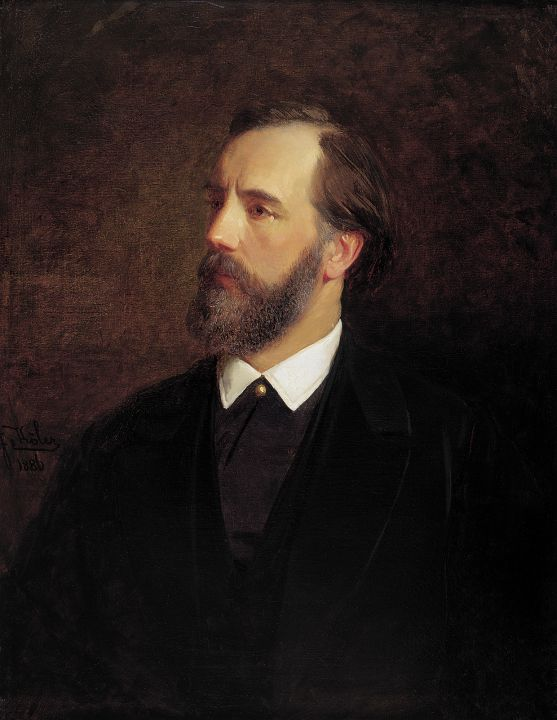
Porträtt av Hugo Treffner (1886).
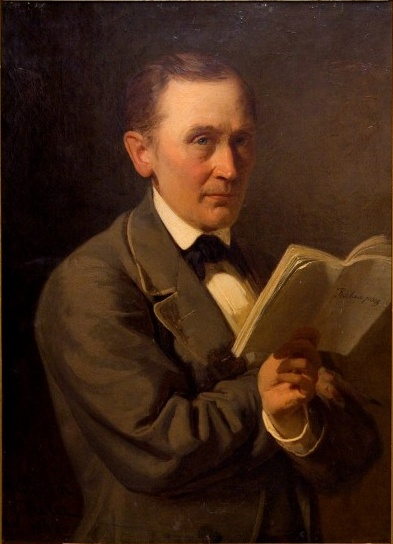
Porträtt av Friedrich Reinhold Kreutzwald (1864).
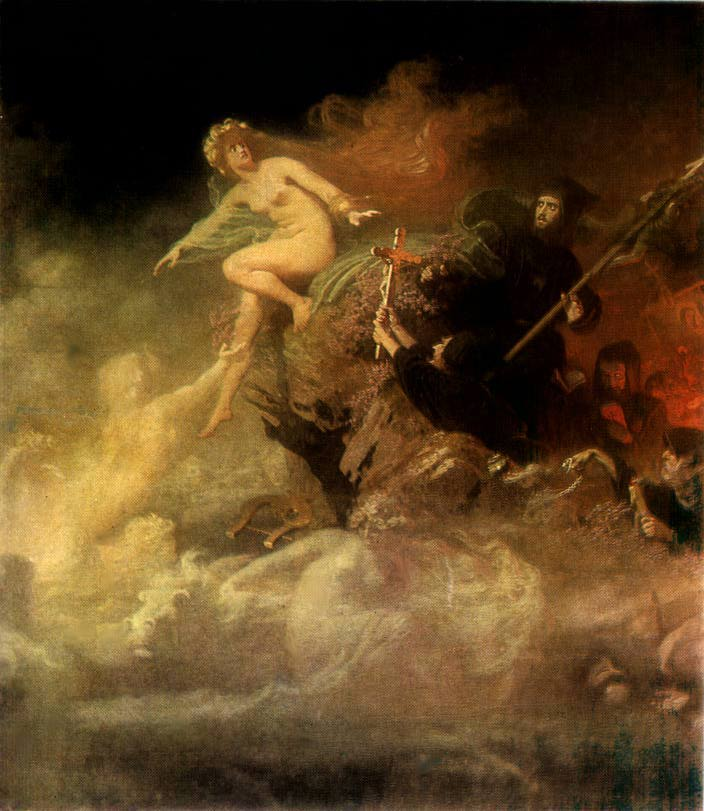
Lorelei förbannas av munkar (1887).
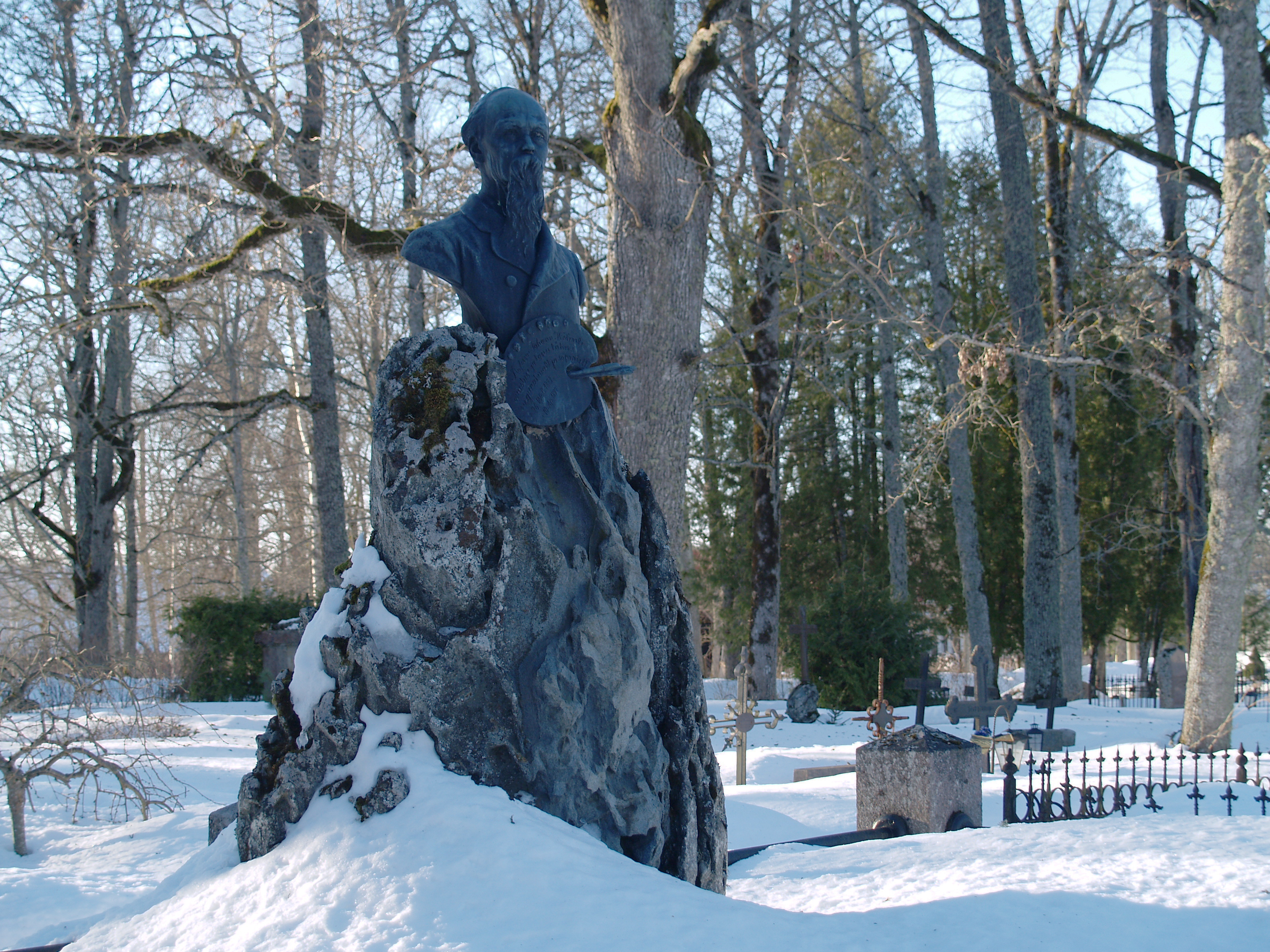
Kölers grav i Suure-Jaani. Skulptur av Amandus Adamson.